# Wieliszew
Wieliszew is een dorp in het Poolse woiwodschap Mazovië, in het district Legionowski. De plaats maakt deel uit van de gemeente Wieliszew en telt 3122 inwoners.

## Verkeer en vervoer
- Station Wieliszew

## Foto's

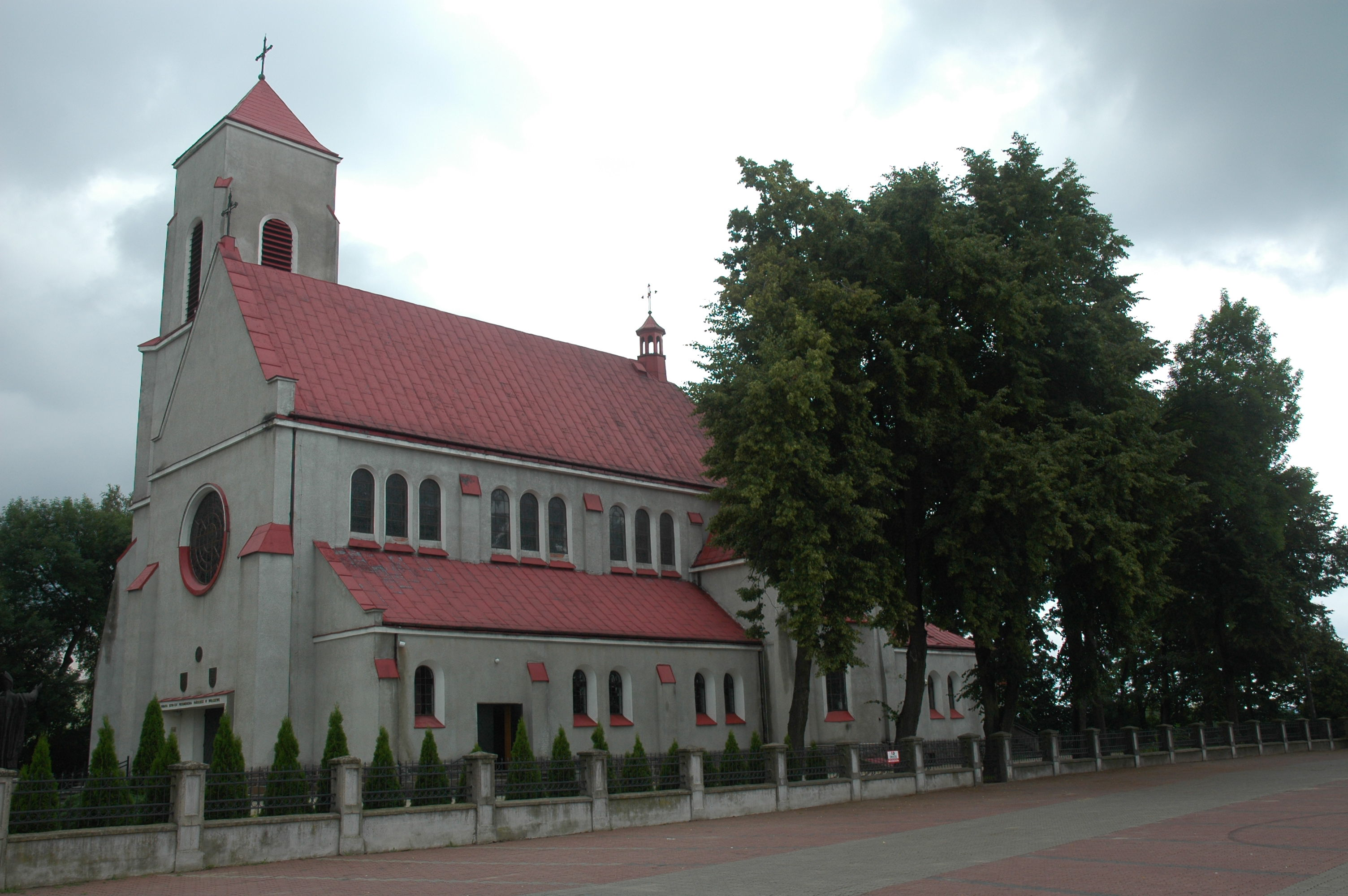
Rooms-katholieke kerk
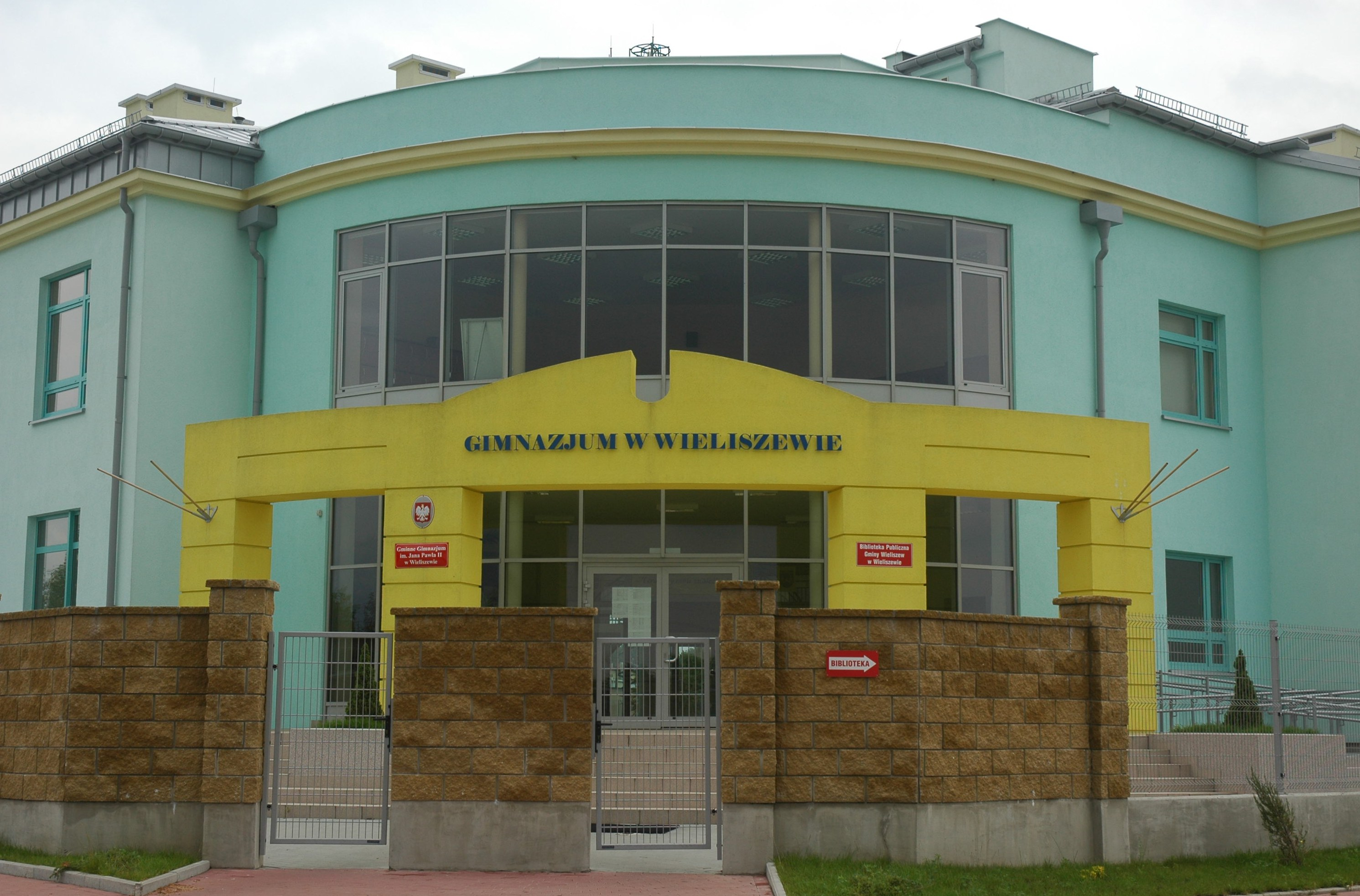
School in Wieliszew
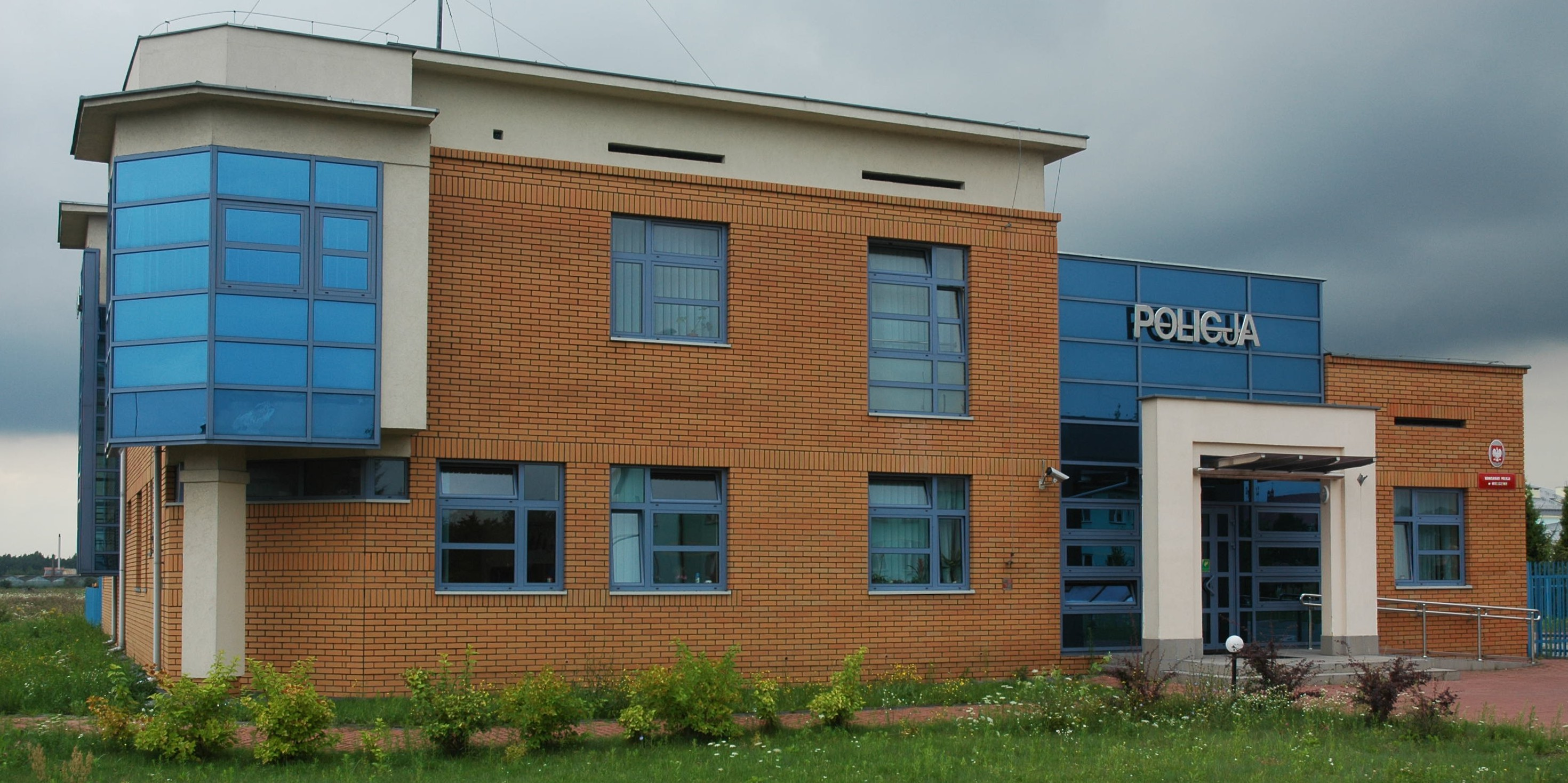
Politiebureau